# Isatis frigida
Isatis frigida är en korsblommig växtart som beskrevs av Pierre Edmond Boissier och Karl Theodor Kotschy. Isatis frigida ingår i släktet vejdar, och familjen korsblommiga växter. Inga underarter finns listade i Catalogue of Life.